# Team Coop-Repsol
Team Coop-Repsol (Kod UCI: TCR) – norweska zawodowa grupa kolarska założona w 2004 w Bergen. Po zmianie właściciela w 2009, siedzibę klubu przeniesiono do Sandnes. Zespół należy do dywizji UCI Continental Teams.

## Nazwa grupy w poszczególnych latach
| lata      | nazwa                   |
| --------- | ----------------------- |
| 2004–2008 | Sparebanken Vest        |
| 2009–2011 | Sparebanken Vest-Ridley |
| 2012–2014 | Team Øster Hus-Ridley   |
| 2015–2016 | Team Coop-Øster Hus     |
| 2017–2022 | Team Coop               |
| od 2023   | Team Coop-Repsol        |

## Sezony

### 2024

#### Skład
| Skład drużyny 2024                 | Skład drużyny 2024 | Skład drużyny 2024 | Skład drużyny 2024            |
| Imię i nazwisko                    | Data urodzenia     | Państwo            | Poprzednia grupa              |
| ---------------------------------- | ------------------ | ------------------ | ----------------------------- |
| André Drege (1 sty–6 lip, Przypis) | 4 maja 1999        | Norwegia           | Lillehammer Cykleklubb (2021) |
| Karsten Larsen Feldmann            | 28 marca 2003      | Norwegia           | Stavanger Sykleklubb (2021)   |
| Eivind Broholt Fougner             | 2 marca 2003       | Norwegia           | Lillehammer Cykleklubb (2023) |
| Storm Ingebrigtsen                 | 17 lutego 2005     | Norwegia           |                               |
| Kalle Kvam                         | 27 lutego 2003     | Norwegia           |                               |
| Johan Ravnøy                       | 23 listopada 2003  | Norwegia           |                               |
| Anton Stensby                      | 17 stycznia 2001   | Norwegia           | Tønsberg CK Elite (2022)      |
| Magnus Sørbø                       | 21 marca 2002      | Norwegia           | Team Ringerikskraft (2023)    |
| Halvor Utengen Sandstad            | 23 stycznia 2005   | Norwegia           |                               |
| Magnus Wæhre                       | 2 maja 2002        | Norwegia           | Team Ringerikskraft (2022)    |
|                                    |                    |                    |                               |
| Źródło: ProCyclingStats            |                    |                    |                               |

Przypis: André Drege, śmierć

#### Zwycięstwa
| Zwycięstwa    | Zwycięstwa                                | Zwycięstwa | Zwycięstwa | Zwycięstwa    | Zwycięstwa |
| Data          | Wyścig                                    | Państwo    | Kategoria  | Zwycięzca     |            |
| ------------- | ----------------------------------------- | ---------- | ---------- | ------------- | ---------- |
| 2 mar         | South Aegean Tour, 1. etap                | Grecja     | 2.2        | André Drege   |            |
| 3 mar         | South Aegean Tour, 2. etap                | Grecja     | 2.2        | André Drege   |            |
| 3 marca 2024  | South Aegean Tour, klasyfikacja generalna | Grecja     | 2.2        | André Drege   |            |
| 14 mar        | Tour of Rhodes, prolog                    | Grecja     | 2.2        | André Drege   |            |
| 17 marca 2024 | Tour of Rhodes, klasyfikacja generalna    | Grecja     | 2.2        | André Drege   |            |
| 4 kwi         | Circuit des Ardennes, 1. etap             | Francja    | 2.2        | André Drege   |            |
| 14 kwi        | Tour du Loir-et-Cher, 5. etap             | Francja    | 2.2        | André Drege   |            |
| 14 cze        | Oberösterreich Rundfahrt, 1. etap         | Austria    | 2.2        | Anton Stensby |            |

### 2023

#### Skład
| Skład drużyny 2023          | Skład drużyny 2023   | Skład drużyny 2023 | Skład drużyny 2023            |
| Imię i nazwisko             | Data urodzenia       | Państwo            | Poprzednia grupa              |
| --------------------------- | -------------------- | ------------------ | ----------------------------- |
| Håkon Aalrust               | 5 stycznia 1998      | Norwegia           | Global 6 Cycling (2021)       |
| Cedrik Bakke Christophersen | 11 grudnia 2001      | Norwegia           | Tønsberg Cykkelklubb (2022)   |
| André Drege                 | 4 maja 1999          | Norwegia           | Lillehammer Cykleklubb (2021) |
| Karsten Larsen Feldmann     | 28 marca 2003        | Norwegia           | Stavanger Sykleklubb (2021)   |
| Amund Haakonsen             | 10 października 2000 | Norwegia           | Sandnes Sykleklubb (2021)     |
| Kalle Kvam                  | 27 lutego 2003       | Norwegia           |                               |
| Eirik Lunder                | 9 czerwca 1999       | Norwegia           | Gazprom-RusVelo (2022)        |
| Johan Ravnøy                | 23 listopada 2003    | Norwegia           |                               |
| Anton Stensby               | 17 stycznia 2001     | Norwegia           | Tønsberg CK Elite (2022)      |
| Magnus Wæhre                | 2 maja 2002          | Norwegia           | Team Ringerikskraft (2022)    |
|                             |                      |                    |                               |
| Źródło: ProCyclingStats     |                      |                    |                               |

#### Zwycięstwa
| Zwycięstwa | Zwycięstwa                      | Zwycięstwa | Zwycięstwa | Zwycięstwa                  | Zwycięstwa |
| Data       | Wyścig                          | Państwo    | Kategoria  | Zwycięzca                   |            |
| ---------- | ------------------------------- | ---------- | ---------- | --------------------------- | ---------- |
| 5 mar      | South Aegean Tour, 2. etap      | Grecja     | 2.2        | Cedrik Bakke Christophersen |            |
| 11 mar     | International Rhodes Grand Prix | Grecja     | 1.2        | Eirik Lunder                |            |

### 2022

#### Skład
| Skład drużyny 2022       | Skład drużyny 2022   | Skład drużyny 2022 | Skład drużyny 2022            |
| Imię i nazwisko          | Data urodzenia       | Państwo            | Poprzednia grupa              |
| ------------------------ | -------------------- | ------------------ | ----------------------------- |
| Håkon Aalrust            | 5 stycznia 1998      | Norwegia           | Global 6 Cycling (2021)       |
| Tore Andre Vabø(Przypis) | 17 stycznia 1998     | Norwegia           | Team Ringerikskraft (2020)    |
| Louis Bendixen           | 23 czerwca 1995      | Dania              | ColoQuick-Cult (2017)         |
| André Drege              | 4 maja 1999          | Norwegia           | Lillehammer Cykleklubb (2021) |
| Karsten Larsen Feldmann  | 28 marca 2003        | Norwegia           | Stavanger Sykleklubb (2021)   |
| Amund Haakonsen          | 10 października 2000 | Norwegia           | Sandnes Sykleklubb (2021)     |
| Olav Hjemsæter           | 26 grudnia 1999      | Norwegia           | Glåmdal Sykleklubb (2018)     |
| Johan Ravnøy             | 23 listopada 2003    | Norwegia           |                               |
| Vegard Stokke            | 5 kwietnia 2001      | Norwegia           | Development Team DSM (2021)   |
| Embret Svestad-Bårdseng  | 1 września 2002      | Norwegia           | Idrettsklubben Hero (2021)    |
| Andreas Stokbro          | 8 kwietnia 1997      | Dania              | Qhubeka NextHash (2021)       |
|                          |                      |                    |                               |
| Źródło: ProCyclingStats  |                      |                    |                               |

Przypis: Tore Andre Vabø, koniec kariery

#### Zwycięstwa
| Zwycięstwa    | Zwycięstwa                             | Zwycięstwa | Zwycięstwa | Zwycięstwa      | Zwycięstwa |
| Data          | Wyścig                                 | Państwo    | Kategoria  | Zwycięzca       |            |
| ------------- | -------------------------------------- | ---------- | ---------- | --------------- | ---------- |
| 20 mar        | International Rhodes Grand Prix        | Grecja     | 1.2        | André Drege     |            |
| 25 mar        | Tour of Rhodes, 1. etap                | Grecja     | 2.2        | Louis Bendixen  |            |
| 26 mar        | Tour of Rhodes, 2. etap                | Grecja     | 2.2        | Louis Bendixen  |            |
| 27 marca 2022 | Tour of Rhodes, klasyfikacja generalna | Grecja     | 2.2        | Louis Bendixen  |            |
| 14 kwi        | Tour du Loir-et-Cher, 2. etap          | Francja    | 2.2        | Andreas Stokbro |            |
| 10 cze        | Oberösterreich Rundfahrt, 1. etap      | Austria    | 2.2        | Andreas Stokbro |            |

### 2021

#### Skład
| Skład drużyny 2021                               | Skład drużyny 2021  | Skład drużyny 2021 | Skład drużyny 2021                 |
| Imię i nazwisko                                  | Data urodzenia      | Państwo            | Poprzednia grupa                   |
| ------------------------------------------------ | ------------------- | ------------------ | ---------------------------------- |
| Kristian Aasvold                                 | 30 maja 1995        | Norwegia           | Riwal Securitas (2020)             |
| Louis Bendixen                                   | 23 czerwca 1995     | Dania              | ColoQuick-Cult (2017)              |
| Fredrik Dversnes (1 sty–31 lip)                  | 20 marca 1997       | Norwegia           | Sandnes Sykleklubb (2019)          |
| Jacob Eriksson                                   | 1 października 1999 | Szwecja            | Destil-Parkhotel Valkenburg (2018) |
| Dennis Gråsvold                                  | 16 lutego 2001      | Norwegia           |                                    |
| Tord Gudmestad                                   | 8 maja 2001         | Norwegia           | Stavanger Sykleklubb (2019)        |
| Olav Hjemsæter                                   | 26 grudnia 1999     | Norwegia           | Glåmdal Sykleklubb (2018)          |
| Eirik Lunder (29 kwi–31 lip)                     | 9 czerwca 1999      | Norwegia           | Stavanger Sykleklubb (2019)        |
| Anders Oddli(Przypis)                            | 22 kwietnia 1994    | Norwegia           | Frøy Bianchi (2015)                |
| Tore Andre Vabø                                  | 17 stycznia 1998    | Norwegia           | Team Ringerikskraft (2020)         |
| André Drege (1 sie–31 gru, stażysta)             | 4 maja 1999         | Norwegia           | Lillehammer Cykleklubb (2021)      |
| Embret Svestad-Bårdseng (1 sie–31 gru, stażysta) | 1 września 2002     | Norwegia           | Glåmdal Sykleklubb (2020)          |
|                                                  |                     |                    |                                    |
| Źródło: UCI                                      |                     |                    |                                    |

Przypis: Anders Oddli, koniec kariery

#### Zwycięstwa
| Zwycięstwa       | Zwycięstwa                               | Zwycięstwa | Zwycięstwa         | Zwycięstwa       | Zwycięstwa |
| Data             | Wyścig                                   | Państwo    | Kategoria          | Zwycięzca        |            |
| ---------------- | ---------------------------------------- | ---------- | ------------------ | ---------------- | ---------- |
| 4 kwi            | International Rhodes Grand Prix          | Grecja     | 1.2                | Tord Gudmestad   |            |
| 11 kwietnia 2021 | Tour of Rhodes, klasyfikacja generalna   | Grecja     | 2.2                | Fredrik Dversnes |            |
| 22 maj           | Pinse Cup, 1. etap                       | Dania      | DCU licensløb 2021 | Eirik Lunder     |            |
| 17 lipca 2021    | Dookoła Mazowsza, klasyfikacja generalna | Polska     | 2.2                | Eirik Lunder     |            |
| 18 lip           | Puchar Ministra Obrony Narodowej         | Polska     | 1.2                | Louis Bendixen   |            |

### 2020

#### Skład
| Skład drużyny 2020           | Skład drużyny 2020  | Skład drużyny 2020 | Skład drużyny 2020                 |
| Imię i nazwisko              | Data urodzenia      | Państwo            | Poprzednia grupa                   |
| ---------------------------- | ------------------- | ------------------ | ---------------------------------- |
| Louis Bendixen               | 23 czerwca 1995     | Dania              |                                    |
| Fredrik Dversnes             | 20 marca 1997       | Norwegia           | Sandnes Sykleklubb (2019)          |
| Jacob Eriksson               | 1 października 1999 | Szwecja            | Destil-Parkhotel Valkenburg (2018) |
| Tord Gudmestad               | 8 maja 2001         | Norwegia           | Stavanger Sykleklubb (2019)        |
| Olav Hjemsæter               | 26 grudnia 1999     | Norwegia           | Glåmdal Sykleklubb (2018)          |
| Iver Knotten                 | 17 grudnia 1998     | Norwegia           | Tønsberg Cykkelklubb (2019)        |
| Eirik Lunder                 | 9 czerwca 1999      | Norwegia           | Stavanger Sykleklubb (2019)        |
| Anders Oddli (30 cze–31 gru) | 22 kwietnia 1994    | Norwegia           | Frøy Bianchi (2015)                |
| Andre Sotberg                | 26 marca 1997       | Norwegia           |                                    |
| Trond Trondsen(Przypis)      | 8 kwietnia 1994     | Norwegia           | Sparebanken Sør (2017)             |
|                              |                     |                    |                                    |
| Źródło: ProCyclingStats      |                     |                    |                                    |

Przypis: Louis Bendixen
Przypis: Trond Trondsen, koniec kariery

#### Zwycięstwa
| Zwycięstwa | Zwycięstwa   | Zwycięstwa | Zwycięstwa | Zwycięstwa     | Zwycięstwa |
| Data       | Wyścig       | Państwo    | Kategoria  | Zwycięzca      |            |
| ---------- | ------------ | ---------- | ---------- | -------------- | ---------- |
| 6 wrz      | Gylne Gutuer | Norwegia   | 1.2        | Trond Trondsen |            |

### 2019

#### Skład
| Skład drużyny 2019           | Skład drużyny 2019  | Skład drużyny 2019 | Skład drużyny 2019                 |
| Imię i nazwisko              | Data urodzenia      | Państwo            | Poprzednia grupa                   |
| ---------------------------- | ------------------- | ------------------ | ---------------------------------- |
| Håkon Aalrust                | 5 stycznia 1998     | Norwegia           | Asker CK Elite (2017)              |
| Kristian Aasvold             | 30 maja 1995        | Norwegia           | Sparebanken Sør (2017)             |
| Louis Bendixen               | 23 czerwca 1995     | Dania              | ColoQuick-Cult (2017)              |
| Erlend Blikra                | 11 stycznia 1997    | Norwegia           | Stavanger Sykleklubb (2016)        |
| Jacob Eriksson               | 1 października 1999 | Szwecja            | Destil-Parkhotel Valkenburg (2018) |
| Olav Hjemsæter               | 26 grudnia 1999     | Norwegia           | Glåmdal Sykleklubb (2018)          |
| Trond Trondsen               | 8 kwietnia 1994     | Norwegia           | Sparebanken Sør (2017)             |
| Andre Sotberg                | 26 marca 1997       | Norwegia           |                                    |
| Eirik Lunder (29 kwi–31 lip) | 9 czerwca 1999      | Norwegia           | Stavanger Sykleklubb (2019)        |
|                              |                     |                    |                                    |
| Źródło: ProCyclingStats      |                     |                    |                                    |